# Jamie Oleksiak
Jamieson Oleksiak (* 21. prosince 1992 v Toronto, Ontario) je kanadský hokejový obránce, hrající v zámořské NHL za tým Seattle Kraken.

## Kariéra

### Juniorská kariéra
Svou juniorskou kariéru nastartoval v lize United States Hockey League, kde působil od roku 2008 do roku 2010 za tým Chicago Steel, později za Sioux Falls Stampede. Poté studoval rok v Northeastern University, hrál za jejich hokejový tým v soutěži Hockey East. V roce 2011 byl první volbou draftu NHL týmem Dallas Stars ze 14., místa. Sezonu 2011/12 začínal v juniorské lize OHL působící v týmu Saginaw Spirit. V průběhu základní části přestoupil k soupeři Niagara IceDogs, za které dokončil ročník. S Niagara IceDogs se dostal do finále playoff o J. Ross Robertson Cup, byli poražený týmem London Knights 1:4 na zápasy.

### Seniorská kariéra
První krůčky za seniorský hokej udělal na farmě Dallasu v Texas Stars, kvůli výluce v NHL 2012/13. Za dobré výkony si v průběhu sezony zahrál v AHL All-Star Game. Po skončení výluky debutoval v NHL 1. února 2013 za Dallas Stars proti Phoenix Coyotes. V zápase odehrál přes patnáct minut a vystřelil jednou na branku. Následující ročník strávil převážně na farmě v Texasu. S týmem se probojovali do playoff a získali historický první Calderův pohár. Sezonu 2014/15 strávil střídavě mezi NHL a AHL. Kvůli zranění musel vynechat převážnou část sezony 2015/16.

### Reprezentační kariéra
V roce 2009 se zúčastnil s americkou reprezentací turnaj Memoriál Ivana Hlinky. Později se rozhodl reprezentovat kanadskou reprezentaci. V roce 2012 byl nominován do turnaje mistrovství světa juniorů v ledním hokeji. S týmem získali bronzové medaile, bodově se však neprosadil.

## Ocenění a úspěchy
- 2013 AHL - All-Star Game
- 2013 AHL - Nováček měsíce ledna

## Prvenství
- Debut v NHL - 1. února 2013 (Dallas Stars proti Phoenix Coyotes)
- První asistence v NHL 13. února 2013 (Calgary Flames proti Dallas Stars)
- První gól v NHL 28. října 2014 (Dallas Stars proti St. Louis Blues, kanadskému brankáři Brian Elliott)

## Klubové statistiky
| Sezóna      | Klub                    | Soutěž      |     | Základní část | Základní část | Základní část | Základní část | Základní část |   | Play off | Play off | Play off | Play off | Play off |
| Sezóna      | Klub                    | Soutěž      | Z   | G             | A             | B             | TM            | Z             | G | A        | B        | TM       |          |          |
| 2008–09     | Chicago Steel           | USHL        | 29  | 0             | 4             | 4             | 47            | —             | — | —        | —        | —        |          |          |
| 2009–10     | Chicago Steel           | USHL        | 29  | 0             | 10            | 10            | 43            | —             | — | —        | —        | —        |          |          |
| 2009–10     | Sioux Falls Stampede    | USHL        | 24  | 2             | 2             | 4             | 32            | 3             | 0 | 1        | 1        | 2        |          |          |
| 2010–11     | Northeastern University | HE          | 38  | 4             | 9             | 13            | 57            | —             | — | —        | —        | —        |          |          |
| 2011–12     | Saginaw Spirit          | OHL         | 31  | 6             | 5             | 11            | 24            | —             | — | —        | —        | —        |          |          |
| 2011–12     | Niagara IceDogs         | OHL         | 28  | 6             | 15            | 21            | 23            | 20            | 0 | 4        | 4        | 4        |          |          |
| 2012–13     | Texas Stars             | AHL         | 59  | 6             | 27            | 33            | 29            | 9             | 0 | 1        | 1        | 6        |          |          |
| 2012–13     | Dallas Stars            | NHL         | 16  | 0             | 2             | 2             | 14            | —             | — | —        | —        | —        |          |          |
| 2013–14     | Texas Stars             | AHL         | 69  | 5             | 18            | 23            | 31            | 21            | 0 | 5        | 5        | 8        |          |          |
| 2013–14     | Dallas Stars            | NHL         | 7   | 0             | 0             | 0             | 2             | —             | — | —        | —        | —        |          |          |
| 2014–15     | Texas Stars             | AHL         | 35  | 4             | 12            | 16            | 12            | 3             | 0 | 0        | 0        | 0        |          |          |
| 2014–15     | Dallas Stars            | NHL         | 36  | 1             | 7             | 8             | 8             | —             | — | —        | —        | —        |          |          |
| 2015–16     | Dallas Stars            | NHL         | 19  | 0             | 2             | 2             | 21            | —             | — | —        | —        | —        |          |          |
| 2015–16     | Texas Stars             | AHL         | 8   | 0             | 2             | 2             | 2             | —             | — | —        | —        | —        |          |          |
| 2016–17     | Dallas Stars            | NHL         | 41  | 5             | 2             | 7             | 37            | —             | — | —        | —        | —        |          |          |
| 2017–18     | Dallas Stars            | NHL         | 21  | 1             | 2             | 3             | 18            | —             | — | —        | —        | —        |          |          |
| 2017–18     | Pittsburgh Penguins     | NHL         | 47  | 4             | 10            | 14            | 69            | 12            | 1 | 0        | 1        | 7        |          |          |
| 2018–19     | Pittsburgh Penguins     | NHL         | 36  | 4             | 7             | 11            | 3             | —             | — | —        | —        | —        |          |          |
| 2018–19     | Dallas Stars            | NHL         | 21  | 0             | 1             | 1             | 8             | 4             | 0 | 0        | 0        | 0        |          |          |
| 2019–20     | Dallas Stars            | NHL         | 69  | 3             | 7             | 10            | 41            | 27            | 5 | 4        | 9        | 26       |          |          |
| 2020–21     | Dallas Stars            | NHL         | 56  | 6             | 6             | 14            | 35            | —             | — | —        | —        | —        |          |          |
| 2021–22     | Seattle Kraken          | NHL         | 72  | 1             | 16            | 17            | 54            | —             | — | —        | —        | —        |          |          |
| 2022–23     | Seattle Kraken          | NHL         | 75  | 9             | 16            | 25            | 72            | 14            | 1 | 2        | 3        | 8        |          |          |
| 2023–24     | Seattle Kraken          | NHL         | 82  | 2             | 13            | 15            | 37            | —             | — | —        | —        | —        |          |          |
| 2024–25     | Seattle Kraken          | NHL         | 82  | 4             | 13            | 17            | 34            | —             | — | —        | —        | —        |          |          |
| NHL celkově | NHL celkově             | NHL celkově | 680 | 40            | 106           | 146           | 487           | 57            | 7 | 6        | 13       | 41       |          |          |

## Reprezentace

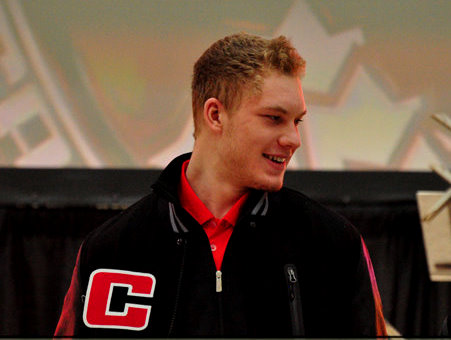
Jamie Oleksiak jako člen týmu Kanady v roce 2012 při Mistrovství světa juniorů.

| Rok                       | Tým                       | Soutěž                    | Z  | G | A | B | TM |
| ------------------------- | ------------------------- | ------------------------- | -- | - | - | - | -- |
| 2009                      | Kanada 18                 | HGC                       | 4  | 0 | 1 | 1 | 2  |
| 2012                      | Kanada 20                 | MSJ                       | 6  | 0 | 0 | 0 | 2  |
| 2024                      | Kanada                    | MS                        | 10 | 0 | 3 | 3 | 8  |
| Juniorská kariéra celkově | Juniorská kariéra celkově | Juniorská kariéra celkově | 10 | 0 | 1 | 1 | 4  |
| Seniorská kariéra celkově | Seniorská kariéra celkově | Seniorská kariéra celkově | 10 | 0 | 3 | 3 | 8  |